# شیخ‌سلو
شیخ‌سلو، روستایی از توابع بخش قره قویون شهرستان شوط استان آذربایجان غربی کشور ایران است.

## جمعیت
این روستا در دهستان چشمه سرا قرار داشته و بر اساس سرشماری سال ۱۳۸۵ جمعیت آن ۴۳۱نفر (۹۱ خانوار) 
بوده است.